# Beceni
Beceni – wieś w Rumunii, w okręgu Buzău, w gminie Beceni. W 2011 roku liczyła 503 mieszkańców.